# Urambo (Distrikt)
Urambo ist ein Distrikt der Region Tabora in Tansania. Der Bezirk wird im Norden durch die Region Shinyanga, im Osten vom Distrikt Uyui, im Südosten vom Distrikt Sikonge, im Südwesten durch die Region Rukwa und im Westen durch die Region Kigoma begrenzt. Verwaltungssitz ist die Stadt Urambo, etwa 90 Kilometer westlich von Tabora.

## Geografie
Der Distrikt liegt im Westen der Region Tabora. Bei einer Fläche von 6110 Quadratkilometern hat er 260.322 Einwohner (Volkszählung 2022).
Das Klima in Urambo ist tropisch. Im Jahresdurchschnitt regnet es 1000 Millimeter. Der Großteil der Niederschläge fällt in den Monaten November bis April. In der Trockenzeit von Juni bis September gibt es kaum Niederschläge. Die Durchschnittstemperatur liegt bei 23 Grad Celsius. Am kühlsten ist es im Juni mit 21 Grad, am wärmsten im Oktober mit 25,5 Grad Celsius.

## Geschichte
Der Name geht auf das Gebiet um die Siedlung Urambo des Volks der Nyamwesi zurück, wo die Londoner Missionsgesellschaft eine Missionsstation gründete, die 1898 von der Herrnhuter Brüdergemeine (Moravian Church) übernommen wurde und bis heute existiert.

## Verwaltungsgliederung
Der Bezirk Urambo besteht aus den zwei Divisionen Urambo und Kaliua.und wird in 18 Bezirke (Wards) unterteilt:
- Imalamakoye
- Itundu
- Kapilula
- Kasisi
- Kiloleni
- Kiyungi
- Mchikichini
- Muungano
- Nsenda
- Songambele
- Ugalla
- Ukondamoyo
- Urambo
- Usisya
- Ussoke
- Uyogo
- Uyumbu
- Vumilia

## Einrichtungen und Dienstleistungen
- Bildung: Im Distrikt befinden sich 79 Grundschulen, 77 staatliche und 2 private. Von den zwanzig weiterführenden Schulen werden drei privat geführt.[4]
- Gesundheit: Für die medizinische Betreuung der Bevölkerung sorgen ein Krankenhaus, ein Gesundheitszentrum und 22 Apotheken.[4]

| - Landwirtschaft: Die Wirtschaft des Distriktes basiert auf der Landwirtschaft, vier Fünftel der Bevölkerung sind hier beschäftigt. Von den fast 90.000 Hektar, die für die Landwirtschaft geeignet sind, werden weniger als 60.000 bewirtschaftet. Die wichtigsten Früchte für die Selbstversorgung sind Mais, Reis, Süßkartoffeln und Maniok, für den Verkauf werden Tabak, Nüsse, Sonnenblumen, Baumwolle und Cashewnüsse angebaut. Im ländlichen Raum besitzen mehr als neunzig Prozent der Haushalte Nutztiere, vor allem Hühner und Rinder. - Eisenbahn: Durch den Distrikt verläuft die Tanganjikabahn (Central Line), der nächste größere Bahnhof befindet sich in der Stadt Tabora. - Straßen: Die Nationalstraße von Tabora nach Westen zum Tanganjikasee ist bis zur Stadt Urambo asphaltiert. | Hier fehlt eine Grafik, die leider im Moment aus technischen Gründen nicht angezeigt werden kann. Wir arbeiten daran! |